# Invencible (álbum de Daniela Castillo)
Invencible es el primer EP de la cantante chilena Daniela Castillo compuesto principalmente por baladas románticas. La fecha de lanzamiento fue a fines de junio de 2011 bajo el sello Feria Music logrando en esa misma semana ser el tercer disco más vendido de Chile. La producción se realizó en México y cuenta con el apoyo de compositores latinos como Ángela Dávalos, Yoel Enríquez y el propio Cristian Castro.

## Antecedentes
El disco fue producido en México, inicialmente bajo la editora y productora "Westwood Entertainment", la misma de Camila y Sin Bandera, pero finalmente fue grabado con la productora "Boomerang Music" y editado por el sello Feria Music. 
El disco es un EP de 6 canciones estilo romántico, que trata temas de amor y desamor. Y la novedad de este álbum es que existe una séptima canción, compuesta por Daniela en letra y música, pero que no viene en el disco físico, sino que se puede descargar con un código que viene en el.

## Lista de canciones
| Invencible |                   |                                                 |          |  |
| N.º        | Título            | Escritor(es)                                    | Duración |  |
| 1.         | «Esta Guerra»     | César Miranda                                   | 03:57    |  |
| 2.         | «Invencible»      | Angela Dávalos, Yoel Enríquez, Christian Castro | 04:19    |  |
| 3.         | «Desaparecer»     | Playa Limbo                                     | 03:43    |  |
| 4.         | «Mira Tras de Ti» | Angela Dávalos, Yoel Enríquez                   | 03:35    |  |
| 5.         | «Predicción»      | Angela Dávalos                                  | 03:48    |  |
| 6.         | «Fuego y Miel»    | Angela Dávalos, Yoel Enríquez                   | 03:48    |  |
| 23:12      |                   |                                                 |          |  |

| Descarga Digital |          |                  |          |  |
| N.º              | Título   | Escritor(es)     | Duración |  |
| 7.               | «Por Ti» | Daniela Castillo |          |  |

### Formatos
- Disco compacto: Disco con las 6 canciones.[6]
- Descarga digital: Disponible para descargar completo o por canciones individuales.[7]

## Recepción

### Crítica
El periodista y crítico de música popular JC Ramírez Figueroa, del portal de noticias Emol.com, catalogó las canciones del disco Invencible como «hechas para llegar al número uno de los rankings». Comenta que «Daniela Castillo elige inteligentemente las baladas» en comparación con la música que conquista las radios del territorio latinoamericano como el reguetón, el electropop o la música tropical. Destaca el canto de Daniela al decir que «son canciones que no sólo hacen lucir su voz», canciones con «una estructura de estribillos e instrumentación elegante». Para la canción "Esta Guerra" dice que «es una balada pop clásica que podría estar cantada en inglés o sueco y seguiría siendo igual de efectiva en esos mercados», y además destaca la «naturalidad» con que la canción "Desaparecer" combina los acordes con guitarras eléctricas y el órgano. Para el primer sencillo "Invencible" llega a compararlo con el «dramatismo» de las «mejores piezas de Myriam Hernández».

### Comercial
En menos de una semana el disco llega a estar en el puesto N°3 del ranking de los más vendidos en Chile, y así se mantiene en el mismo puesto por dos semanas consecutivas. El disco Invencible de la cantante nacional, logra en Chile un número de ventas superior a la 10 mil copias.

## Promoción
Daniela comienza a promocionar su nuevo disco con el sencillo Invecible en varias radios chilenas y programas de televisión. La primera fecha anunciada para el lanzamiento era a fines de mayo, pero finalmente el disco fue lanzado a fines de junio, en formato físico, y se espera que esté disponible también en formato digital.

### Sencillos
- Invencible: El primer sencillo fue lanzado el 26 de abril de 2011, a través de la radios chilenas, y demás en Youtube es publicado el correspondiente videoclip donde se puede ver a Daniela cantando mientras posa para distintas sesiones fotográficas.[10]

- Daniela comienza a preparar su segundo sencillo en octubre de 2011, a la par con su rol de villana en la teleserie de Gordis de Chilevisión, donde además renueva su look: de una cabellera larga y oscura a un corte más claro.[11]

### Presentaciones en vivo

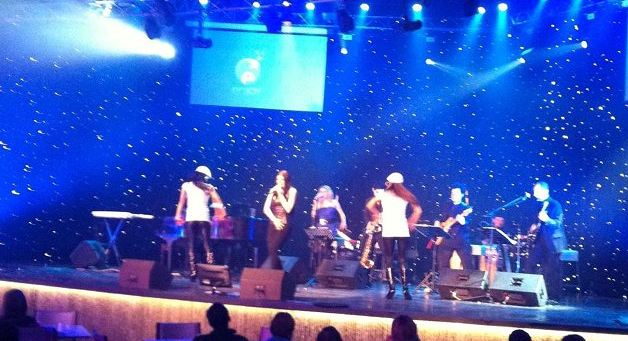
Daniela Castillo en vivo en el Casino Enjoy de Los Andes

A continuación se listan algunas presentaciones de Daniela en promoción del disco "Invencible":
| Año  | Fecha           | Ciudad       | País  | Lugar                 |
| ---- | --------------- | ------------ | ----- | --------------------- |
| 2011 | 16 de julio     | Curicó       | Chile | Grado6                |
| 2011 | 30 de julio     | Concepción   | Chile | Divas: Zona Límite    |
| 2011 | 6 de agosto     | Los Ándes    | Chile | Casino Enjoy Santiago |
| 2011 | 13 de agosto    | Talca        | Chile | Taboo Club Discoteque |
| 2011 | 15 de diciembre | Valdivia     | Chile | Casino Dreams         |
| 2012 | 26 de enero     | Iquique      | Chile | Casino Dreams         |
| 2012 | 4 de febrero    | Los Ándes    | Chile | Casino Enjoy Santiago |
| 2012 | 10 de febrero   | Huasco       | Chile | Festival del Velero   |
| 2012 | 14 de febrero   | Lolol        | Chile | Semana Lololina       |
| 2012 | 17 de febrero   | Viña del Mar | Chile | Club Divino           |